# تشارلي فاغنر
تشارلي فاغنر (بالإنجليزية: Charlie Wagner) هو لاعب كرة قاعدة أمريكي، ولد في 3 ديسمبر 1912 في ريدينغ في الولايات المتحدة، وتوفي بنفس المكان في 31 أغسطس 2006.

## وصلات خارجية
- تشارلي فاغنر على موقعبيزبول رفرنس.كوم (الدوري الرئيسي) (الإنجليزية)
- تشارلي فاغنر على موقعبيزبول رفرنس.كوم (الدوري الثانوي) (الإنجليزية)
- تشارلي فاغنر على موقع جمعية أبحاث البيسبول الأمريكية (الإنجليزية)